# Pedicularis bipinnatifida
Pedicularis bipinnatifida är en snyltrotsväxtart som först beskrevs av Francis Whittier Pennell, och fick sitt nu gällande namn av Robert Reid Mill. Pedicularis bipinnatifida ingår i släktet spiror, och familjen snyltrotsväxter. Inga underarter finns listade i Catalogue of Life.